# Zygzakowiec
Zygzakowiec (Zerynthia) – rodzaj motyli z rodziny Papilionidae. 

## Gatunki
- Zerynthia polyxena – zygzakowiec kokornakowiec
- Zerynthia rumina – zygzakowiec rubinowy
- Zerynthia caucasica – zygzakowiec kaukaski
- Zerynthia cerisy – zygzakowiec ogoniasty
- Zerynthia cretica – zygzakowiec kreteński
- Zerynthia deyrollei – zygzakowiec lewantyński
- Zerynthia louristana